# Syzygium chloroleucum
Syzygium chloroleucum är en myrtenväxtart som först beskrevs av George King, och fick sitt nu gällande namn av Genkei Masamune. Syzygium chloroleucum ingår i släktet Syzygium och familjen myrtenväxter. Inga underarter finns listade i Catalogue of Life.